# BPS (motocicleta)
BPS (o B.P.S.) va ser una empresa francesa fabricant de motocicletes fora d'asfalt amb seu a Vilafranca de Roergue que va tenir activitat entre el 1973 i el 1982. El nom de la marca venia de les inicials dels cognoms dels socis fundadors: Boudet, Portal i Seurat.

## Història

### Antecedents
A finals de la dècada del 1960, Jacques i Henri Boudet, concessionaris de Simca a Vilafranca de Roergue que competien com a aficionats en motocròs, van entaular relació als circuits amb els germans Denis i Gilles Portal, dos pilots amb una trajectòria important en aquest esport (en van ser campions de França de diverses categories els anys 1966 i 1970). Els Portal eren també hàbils preparadors de motocicletes, sempre a la recerca de la innovació que els permetés disposar de motos eficients. Els Boudet tenien la idea de fabricar motocicletes de fora d'asfalt i el 1969 van enllestir-ne un primer prototip, que van deixar provar als Portal, als quals els va agradar i van decidir de participar en el projecte empresarial.
A partir de 1969, Gilles i Denis Portal van començar a treballar en els prototips; estudiaven i fabricaven les peces del cicle mentre Jacques Boudet, que ja havia treballat en motocicletes amb motors AJS i Puch, buscava i els subministrava motors Maico o Sachs. El 1972 es va formar un petit equip per a participar en una prova d'enduro a Briude (l'antecedent del futur campionat de França d'enduro), on els bons resultats obtinguts van confirmar les qualitats de les motos. La primera unitat presentada a la premsa va ser una 125 de motocròs amb motor Sachs de 6 velocitats. La seva particularitat, a més de ser una creació francesa, era el fet de tenir el dipòsit de combustible sota el selló i el filtre d'aire al lloc tradicional del dipòsit, cosa que en rebaixava el centre de gravetat i millorava la direcció i maniobrabilitat.
El 1973, l'importador d'OSSA Marcel Seurat va posar la seva xarxa de distribuïdors al servei de la nova marca, que per aquest motiu es va convertir en BPS. Tot i que aquesta associació només va durar un temps, la "S" es mantingué al nom fins al final de l'empresa.

### Inici de l'activitat
A partir de 1973 començà la producció en sèrie de les BPS. La presentació oficial de la marca i els seus primers models (125 cross, 125 Élan d'enduro i 125 Okapi, una Élan amb motor Morini) va tenir lloc al Saló de la Moto de 1973. A més dels motors Sachs i Morini, al llarg de la seva història BPS en va fer servir també dels fabricants Minarelli i Rotax.
El 1974, la producció de motocicletes BPS arribava a una mitjana de 3 unitats diàries (1.100 a l'any). El 1975, amb més de 1.600 motocicletes venudes, la firma va esdevenir importadora de les motocicletes italianes SWM. En virtut de l'acord amb l'empresa italiana, BPS en substituïa el logotip original pel de "BPS" (una estratègia empresarial coneguda com a rebadging en anglès). La decisió d'importar i vendre sota la marca BPS les SWM, però, no va convèncer els germans Portal, que van abandonar l'empresa per a fundar la seva pròpia marca, Portal.
A més de distribuir les SWM amb marca canviada, BPS va seguir llançant models propis: el 1975 va aparèixer la Super Elan Six Days en dues cilindrades (125 i 175 cc) i la Navaho 50, amb motor Minarelli. El 1976, l'empresa va llançar el seu primer model de trial, la Yak, també en diverses cilindrades. Era la primera moto de trial francesa i, tot i ser un model encarat més aviat a les passejades per muntanya que no pas a la competició, va tenir una bona resposta comercial a França.
El 1977, BPS va obrir una fàbrica totalment nova i va atènyer el sostre de la seva facturació, amb unes vendes de 5.000 unitats anuals.

### Crisi i tancament
El 1978, BPS va rebre un cop important quan la legislació de trànsit francesa va canviar i va rebaixar el límit de cilindrada permesa als joves de 16 anys, que era de 125 cc, a només 80 cc. Les vendes de l'empresa van caure en conseqüència. Coincidint amb això, SWM va establir un nou importador a França per a distribuir-hi la seva pròpia marca -aleshores molt prestigiosa en el camp del fora d'asfalt-, sense reetiquetar-la com a BPS. L'empresa francesa va entrar en crisi i va resistir fins al 1983 abans de tancar les portes.